# Humphry Davy
Humphry Davy, född 17 december 1778 i Penzance i Cornwall, död 29 maj 1829 i Genève i Schweiz, var en brittisk kemist.

## Biografi
Davy växte upp under fattiga förhållanden men skaffade sig genom egna studier sådana kunskaper att han 1801 blev professor vid Royal Institution i London och snart därefter medlem av Royal Society och 1820 dess president. 1800–1813 utförde Davy sina främsta arbeten, och omgestaltade därigenom delvis hela den kemiska vetenskapen. Senare gjorde en förlamande sjukdom hans arbetsförmåga alltmer begränsad. På grund av sina iakttagelser av den elektriska strömmens inverkan på kemiska föreningar och uppträdande av elektriska spänningar vid kemiska reaktioner uppställde Davy en elektrokemisk teori, där den kemiska frändskapen som orsak till de kemiska reaktionerna framkallas av den elektriska spänningen. Denna teori utvecklades senare närmare av Jacob Berzelius. Dessa undersökningar ledde även till upptäckten av alkalimetallerna natrium och kalium samt till upptäckten att klor inte var, som man tidigare antagit, en syreförening utan ett grundämne. I analogi därmed visade Davy även att saltsyra inte var syrehaltig utan en förening av väte och klor, vilket blev av stor betydelse för teorin om syrors natur. Davy var även först med att med hjälp av elektricitet isolera metallerna kalcium, strontium, barium och magnesium.
Davy gjorde även upptäckter inom andra områden av kemins, som närmare studier av ammoniumamalgam, fosgen, jod, fosforväte och över förbränningsfenomenen. Genom populära föreläsningar bidrog han till att höja intresset för kemi, och var en av de första att uppmärksamma kemins betydelse i vardagslivet. Han uppfann även 1815 en gruvlampa (Davys säkerhetslampa) som användes i gruvor där metan förekom och på så sätt kunde gruvarbetarna arbeta under tryggare förhållanden. Lampan omgavs av ett metalltrådsnät vars värmeledningsförmåga förhindrade upphettning av metangasen, och dessutom genom en blåaktig låga varnade för gasens förekomst i gruvgångarna. Davys viktigaste experimentalundersökningar är publicerade i Philosophical Transactions. Efter hans död utgavs hans samlade skrifter av brodern, John Davy.
Medan han arbetade som laboratorieassistent i Bristol kom han på hur lustgas påverkade andningsvägarna.
Davy invaldes 1810 som utländsk ledamot nummer 197 av Kungliga Vetenskapsakademien.

## Utmärkelser
Humphry Davy tilldelades Copleymedaljen 1805, Bakerian Medal årligen 1806–1811 samt 1826, Rumfordmedaljen 1816 och Royal Medal 1827.
Nedslagskratern Davy på månen är uppkallad efter honom.